# Wybory prezydenckie w Kirgistanie w 2011 roku
Wybory prezydenckie w Kirgistanie w 2011 roku odbyły się 30 października i wygrał je w I turze dotychczasowy premier Ałmazbek Atambajew zdobywając 62,52% głosów. Pokonał on byłego przewodniczącego parlamentu Adachana Madumarowa (14,78%) i byłego boksera Kamczibeka Taszijewa (14,31%). Frekwencja wyborcza wyniosła 60,27%.
Były to pierwsze wybory prezydenckie w Kirgistanie po rewolucji z kwietnia 2010, w której obalony został prezydent Kurmanbek Bakijew. Rządy przejęła opozycja na czele z Rozą Otunbajewą jako tymczasowym szefem państwa i rządu. 27 czerwca 2010 odbyło się referendum konstytucyjne, w którym obywatele poparli projekt nowej ustawy zasadniczej, która wprowadzała w miejsce prezydenckiego system rządów system parlamentarny i przedłużyli mandat Rozy Otunbajewy do końca 2011. Do tego czasu miały zostać przeprowadzone wybory parlamentarne (odbyły się 10 października 2011) oraz wybory prezydenckie.
Według nowej konstytucji prezydent zaprzysiężony zostaje na 6-letnią kadencję, ale nie może ubiegać się o reelekcję. Prezydenta wybierano spośród 16 kandydatów, którzy zebrali 30 tys. podpisów, wpłacili 100 tys. somów i zdali telewizyjny test z języka narodowego. Wyborów nie uznał Kamczibek Taszijew, który uznał, iż wyniki sfałszowano.

## Wyniki wyborów
| Kandydat            | Partia                                | Ilość głosów | Procent głosów |
| ------------------- | ------------------------------------- | ------------ | -------------- |
| Ałmazbek Atambajew  | Socjaldemokratyczna Partia Kirgistanu | 1,175,344    | 63.24%         |
| Adachan Madumarow   | Zjednoczony Kirgistan                 | 274,434      | 14,77%         |
| Kamczibek Taszijew  | Ata Dżurt                             | 266,192      | 14,32%         |
| Temirbek Asanbekow  | Meken Yntymagy                        | 17,201       | 0,93%          |
| Omurbek Suwanaliew  | bezpartyjny                           | 16,169       | 0,87%          |
| Tursunbai Bakir     | Erkin Kyrgyzstan                      | 15,558       | 0,84%          |
| Kubatbek Baibolov   | bezpartyjny                           | 15,384       | 0,83%          |
| Anarbek Kalmatow    | Ar Namys                              | 13,623       | 0,73%          |
| Pozostali kandydaci |                                       | 26,953       | 1,44%          |
| Głosy nieważne      |                                       | 9,438        | 0,51%          |